# رومان أوسوف
رومان أوسوف هو لاعب كرة قدم روسي في مركز الوسط، ولد في 19 يناير 1997. لعب مع FC Zenit Irkutsk ‏.